# 门尔瓦撞击坑
门尔瓦撞击坑（Menrva）是土卫六上最大的陨石坑，直径达392公里， 该陨坑是一座已被严重侵蚀的双环撞击盆地，类似于火星和水星上的相关撞击特征，这一点从门尔瓦撞击坑没有中央峰就可明显看出，表明自形成以来该陨石坑表面已发生变化。据估计，门尔瓦撞击坑深度约为2.8公里。
被称为艾利瓦加尔河道河网从撞击坑顶部流入到一片集水洼地区。
该特征是以伊特鲁里亚神话中的智慧女神门尔瓦所命名。